# Петров, Ираклий Харлампиевич
Ира́клий Харла́мпиевич Петро́в (укр. Петров Іраклій Харлампович; род. 25 января 1944, с. Гантиади, Дманисский район, Грузинская ССР) — советский футболист (нападающий). Мастер спорта СССР с 1970 года.

## Биография
Отец Хараламб Петригис родился в Греции, в 1914 году переехал в Грузию. Фамилию Петров взял из-за боязни, что его как иностранца могут выслать.
Начал играть в футбол на школьной спортплощадке в селе Гантиади Дманисского района. В 1957 году стал учащимся спортинтерната в Тбилиси. После окончания учебы играл в «Механизаторе» (Поти) в первенстве Грузии. После призыва в армию попал в спортроту в Баку. В 1966 году, во время проведения чемпионата Вооруженных сил, Петрова приметили тренеры одесского СКА, который тогда выступал в элитном дивизионе советского футбола (I группа класса «А»), и забрали в команду. Сыграл в высшей лиге 11 матчей.
22 мая 1968 забил гол за дубль СКА на выезде против «Судостроителя». 29 мая провел в основном составе «Судостроителя» все 90 минут игры против кишиневской «Молдовы». «Судостроитель» шёл к первому месту, дающему право бороться за выход в I группу класса «А». В том году Петров забил в чемпионате 21 мяч и стал лучшим бомбардиром команды.
В 1971 году Юрий Войнов, тренировавший «Судостроитель», перешёл в полтавский «Строитель» и забрал Петрова с собой. В 1973 году новые тренеры пошли на омоложение состава, а Петров завершил карьеру и перешёл на тренерскую работу.
С 1974 года в Полтаве стал тренировать заводские команды: сначала завода газоразрядных ламп, затем завода медицинского стекла. Участвовал в областном первенстве, неоднократно становился призёром всеукраинских соревнований на призы «Рабочей газеты».

## Достижения
- Полуфиналист кубка СССР — 1969.
- Участник финальных матчей за выход в высшую лигу СССР — 1968.
- Лучший бомбардир «Судостроителя» за сезон — 1968 (22 мяча).[источник не указан 980 дней]